# El horror sobrenatural en la literatura
El horror sobrenatural en la literatura (título original en inglés: Supernatural Horror in Literature)  es un largo ensayo del escritor de terror H. P. Lovecraft en el que este estudia el tema de la literatura de dicho género. Fue escrito entre noviembre de 1925 y mayo de 1927, y revisado durante los años 1933 y 1934. Fue publicado por primera vez en 1927 en The Recluse, revista de la que apareció un solo número. En 1965 se incluyó en el libro de relatos del autor titulado Dagón y otros cuentos macabros. Lovecraft abre la introducción de la obra con las siguientes palabras: 

El miedo es una de las emociones más antiguas y poderosas de la humanidad, y el tipo de miedo más viejo y poderoso es el temor a lo desconocido. Muy pocos psicólogos lo niegan y el mero hecho de admitir dicha realidad no deja de dar carta de naturaleza a los cuentos sobrenaturales como una de las formas genuinas y dignas de los relatos literarios. Contra ella se disparan todas las saetas de unos sofismas materialistas, que con tanta frecuencia se aferran a las impresiones experimentadas y a los sucesos exteriorizados –entendiendo este término en su aspecto psicológico–, y de un idealismo tan ingenuo como insípido que se opone a las motivaciones antiestéticas, abogando por una literatura puramente didáctica, capaz de ilustrar al lector y "elevarlo" hacia un nivel adecuado de afectado optimismo.

## Contenido y valoración
Lovecraft examina los inicios de la ficción terrorífica en la novela gótica, para lo que se basó en gran medida en el trabajo de Edith Birkhead The Tale of Terror, que había aparecido en 1921. El autor estudia seguidamente el desarrollo del género a través de escritores como Ambrose Bierce, Nathaniel Hawthorne y Edgar Allan Poe, a quien dedica un capítulo entero. Lovecraft repasa a continuación a los cuatro "maestros modernos" del terror: Algernon Blackwood, Lord Dunsany, M. R. James y Arthur Machen.
La obra An H. P. Lovecraft Encyclopedia define este trabajo como «el ensayo literario más importante de HPL y uno de los mejores análisis históricos de la literatura de terror».
Al leer el ensayo, M. R. James proclamó el estilo de Lovecraft como «sumamente infame» (most offensive).
El crítico Edmund Wilson, que no era precisamente admirador de la ficción de Lovecraft, elogió, sin embargo, el ensayo como «una pieza realmente competente [...] se advierte que se ha documentado ampliamente en este campo –se ha convertido en un experto en los novelistas góticos–, y escribe sobre todo ello con gran agudeza».
El antologista y crítico David G. Hartwell definió El horror sobrenatural en la literatura como «el ensayo más importante sobre la literatura de terror».
Y el profesor Douglas Robillard opina en la Enciclopedia Penguin del horror y lo sobrenatural: «El largo ensayo El horror sobrenatural en la literatura (1927, revisado en 1936) representa una exposición competente de los principios del relato sobrenatural, demostrando un dominio exhaustivo de la materia. En él trató de definir el atractivo peculiar de la historia de terror, en la que "debe haber presente una cierta atmósfera de mortal terror inesperado a fuerzas exteriores desconocidas", y describió la evolución de la novela gótica a través de las obras de Walpole, Radcliffe, Lewis y Maturin».